# 142 Eskadra Myśliwska

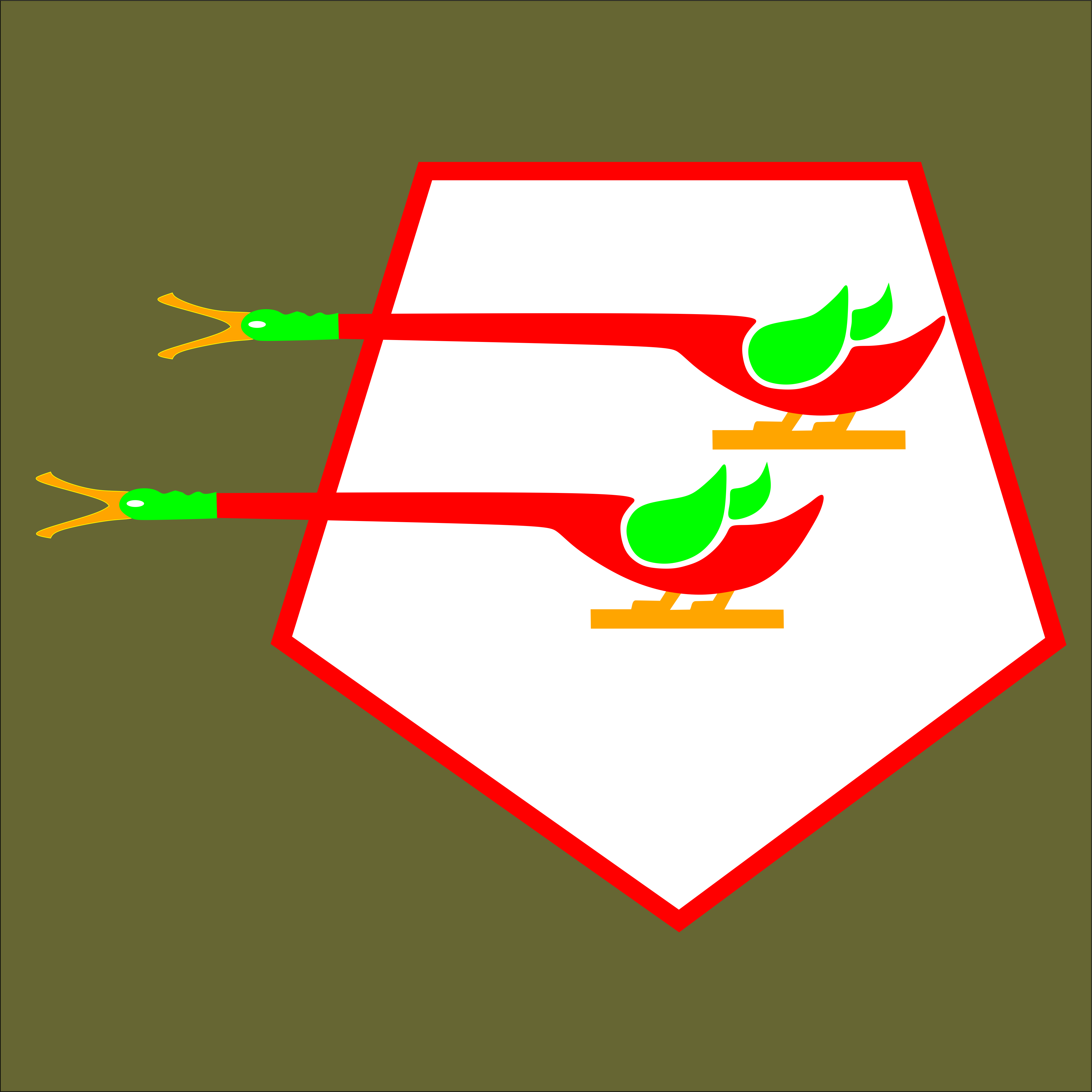
Godło eskadry na PWS-10

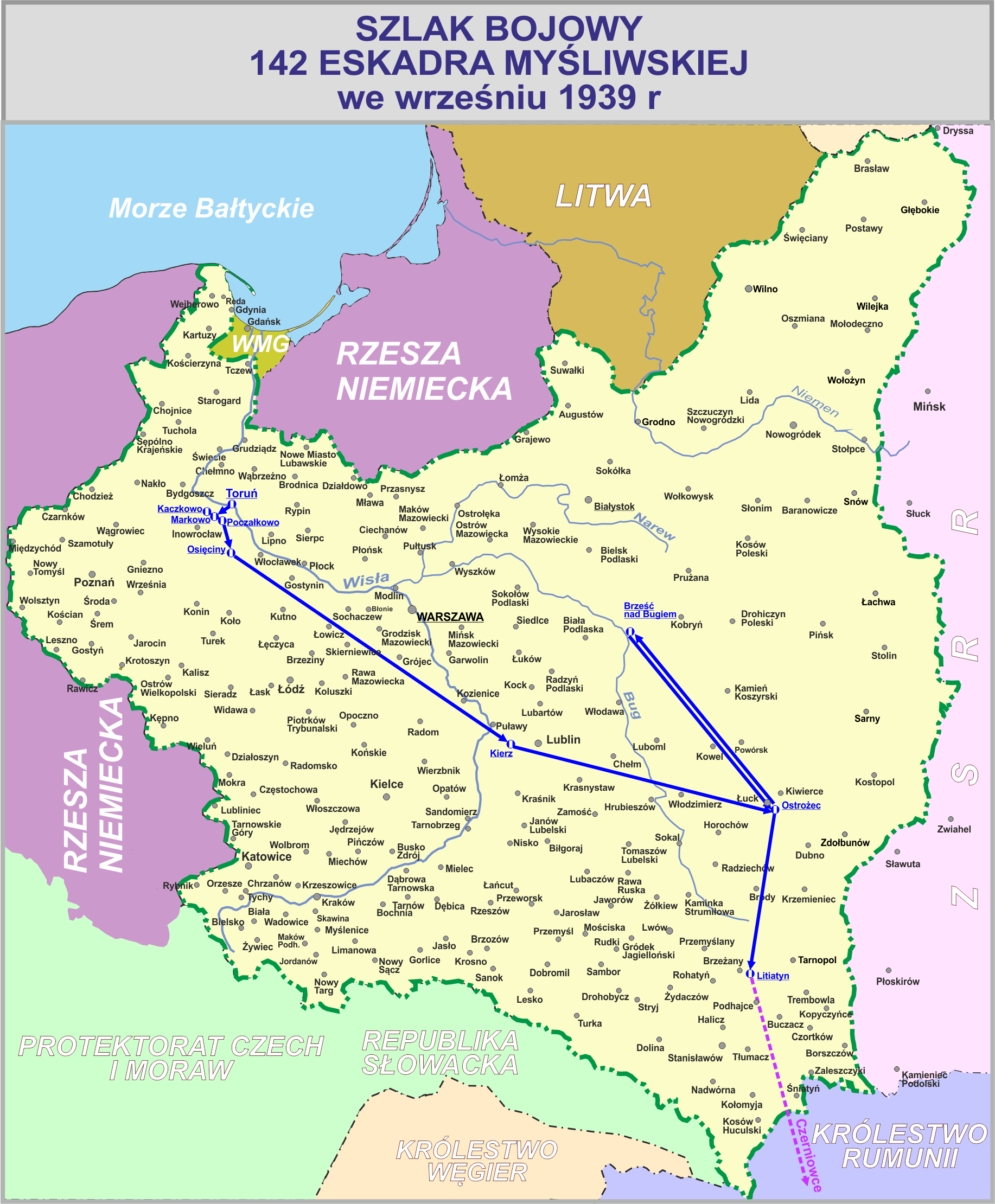

142 eskadra myśliwska (142 em) – pododdział lotnictwa myśliwskiego Wojska Polskiego w II Rzeczypospolitej.
Eskadra wchodziła w skład III dywizjonu myśliwskiego 4 pułku lotniczego w Toruniu. W kampanii wrześniowej 1939 walczyła w składzie lotnictwa Armii „Pomorze”, a następnie Brygady Pościgowej.
Godło eskadry: „Dzika kaczka w locie" ze skrzydłem zielonym, na tle białego pięcioboku z czerwoną obwódką.

## Formowanie i zmiany organizacyjne
Na podstawie rozkazu Departamentu Żeglugi Powietrznej Ministerstwa Spraw Wojskowych L.dz. 25/ŻP/tj. z 18 marca 1926 sformowana została 124 eskadra myśliwska. tworząc wraz z 123 eskadra III dywizjon myśliwski 4 pułku lotniczego. Eskadra otrzymała nowo sprowadzone francuskie samoloty Spad 61 C1. Brakowało wyszkolonych pilotów myśliwskich.
26 maja 1926 rozkazem MSWojsk. Dep. ŻP L.dz. 500/tjn.0g.-0rg. jednostka przemianowana została na 116 eskadrę myśliwską. We wrześniu 1926 wcielono do jednostki absolwentów kursu pilotażu zorganizowanego w 4 pułku lotniczym dla oficerów innych broni. W ten sposób eskadra osiągnęła wkrótce zdolność ćwiczebną.
30 maja 1928 pododdział przemianowany został na 142 eskadrę myśliwską..
Wiosną 1929 piloci odbyli szkołę ognia, a następnie w lecie uczestniczyli z oddziałami lądowymi. W tym czasie liczba samolotów w eskadrze wzrosła do 10 maszyn. Nadal brakowało pilotów myśliwskich.
W styczniu 1931 zapadła decyzja wycofania z eskadr 4 pułku lotniczego samolotów Spad. Z braku innego sprzętu latano na nich nadal. Zabroniono tylko wykonywania na Spadach wszelkiej akrobacji.
W maju eskadra odleciała na poligon Grudziądz-Grupa dla odbycia programu wyszkolenia strzeleckiego. Po zakończeniu ćwiczeń i przybyciu do Torunia, piloci odbywali doskonalenie myśliwskie na samolotach Wibault 70 Cl. Kilka tych maszyn przydzielono dywizjonowi do czasu przezbrojenia w samoloty PWS-10 i PZL P.7.
Pod koniec roku eskadra przezbroiła się w samoloty PWS-10. W 1932 piloci eskadry, dysponując samolotami PWS-10, odbyli na przełomie maja i czerwca szkołę ognia, a latem w składzie dywizjonu uczestniczyła w koncentracji i ćwiczeniach jednostek lotnictwa zorganizowanych przez 3 Grupę Aeronautyczną w rejonie Poznań-Gniezno.
Od drugiej połowy września  1933 eskadra zaczęła się przezbrajać w samoloty PZL P.7. W listopadzie przekazała samoloty PWS-10 do parku, mając już pełne wyposażenie nowych PZL P.7.
Jesienią 1935 odbyły się w rejonie Torunia wspólne lotnicze ćwiczenia dywizjonu toruńskiego z myśliwcami III/l dywizjonu z 1 pułku lotniczego. W tym czasie samoloty 142 eskadry oznaczono numerami od 31T do 40T.
Latem 1936 eskadra uczestniczyła w koncentracji i ćwiczeniach lotniczych w rejonie Warszawy. Od października nastąpiła wymiana w eskadrze samolotów PZL P.7 na nowocześniejsze PZL P.11c.
Jesienią 1937 eskadrę zasiliło kilku pilotów i żołnierzy personelu technicznego z rozwiązanej 143 eskadry myśliwskiej.
W 1938 szkolenie pilotów eskadry przebiegało podobnie jak w roku poprzednim. Nie odbyła się tylko koncentracja lotnictwa. Zatarg polsko-litewski i akcja „Zaolzie” utrzymywały w pogotowiu III/4 dywizjon.

## Działania eskadry w 1939
Narastający w 1939 stan zagrożenia ze strony III Rzeszy Niemieckiej dopingował pilotów do bardziej intensywnego szkolenia w akrobacji indywidualnej i zespołowej, w tym strzelania do rękawa „H”, baloników i celów ziemnych. Kładziono duży nacisk na doskonalenie pilotów w  indywidualnych i grupowych walkach powietrznych.
Od kwietnia wcielano do eskadry powoływanych imiennie rezerwistów różnych specjalności. W czerwcu eskadrę zasilili trzej podchorążowie – absolwenci Szkoły Podchorążych Lotnictwa i trzej absolwenci Szkoły Podoficerów lotnictwa dla Małoletnich.
Mobilizację ogłoszono w nocy z 23 na 24 sierpnia. 30 sierpnia eskadra przegrupowała się na lotnisko  Markowo. W Toruniu pozostał 3-samolotowy klucz pod dowództwem ppor. Jana Czapiewskiego.

### Walki eskadry w kampanii wrześniowej
W kampanii wrześniowej 1939 walczyła w składzie lotnictwa Armii „Pomorze”, a następnie Brygady Pościgowej. Na uzbrojeniu znajdowało się dziesięć samolotów PZL P.11c.
1 września o 5.00 dowódca dywizjonu powiadomił personel o wybuchu wojny z Niemcami. Przed południem alarmowo wystartował klucz: ppor. Skalski, pchor. Pniak i kpr. Wieprzkowicz na przechwycenie Do-17. Akcja zakończyła się niepowodzeniem. Ten sam klucz wystartował po południu. Walkę opisał ppor. Skalski:

O godz. 15.30 ponowny start na alarm, również za Do-17 z tym samym skutkiem. Latały prawdopodobnie na dalekie rozpoznania. Po wyjściu z chmur nad Wisłą w kierunku „N” zobaczyłem pod sobą niżej Henschla 126. Natychmiast podałem przez radio innym kurs npla, jednocześnie atakując z tyłu z góry. W tym samym czasie jako pierwsi wjechali mu na plecy por. Pisarek oraz kpr. Mielczyński, strzelając w przelocie - następnie ja z pchor. Pniakiem trzymaliśmy go aż do zderzenia z ziemią. Npl bronił się ostrzałem obserwatora oraz ucieczką do ziemi. Ogień npla był niecelny. Natychmiast lądowałem koło zestrzelonego opatrując im rany dość liczne. Samolot leżał na plecach z urwanym silnikiem.

W tym samym dniu, w godzinach przedpołudniowych, lotnisko toruńskie było atakowane przez Luftwaffe. Było kilkunastu zabitych i rannych. Polacy startowali między godzinami 10.20 a 11.40, ścigając bezskutecznie rozpoznawczego Dorniera. Po południu klucz zasadzki dołączył do eskadry w Markowie.
2 września trzy klucze eskadry wystartowały w rejon wymiatania Grudziądz–Brodnica, podczas gdy 141 Eskadra Myśliwska prowadziła w tym rejonie tzw. interwencję naziemną. W pobliżu Torunia napotkano dwie niemieckie wyprawy bombowe. Eskadra zgłosiła zestrzelenie bez własnych strat 7 niemieckich samolotów Do 17. W rzeczywistości eskadra walczyła z myśliwcami Messerschmitt Bf 110 z eskadry 3./ZG 1, z których tylko jeden zestrzelono i przynajmniej dwa uszkodzono. Ppor. Zenker ponadto lekko uszkodził samolot rozpoznawczy Hs 126, którego obserwator zmarł później z ran. 3 września ppor. Skalski patrolując z ppor. Zenkerem i pchor. Pniakiem obszar Chełmno-Świecie zestrzelił jednego Hs-126, który płonąc spadł w lasach na północny zachód od Bydgoszczy.
Odniósł również sukces ppor. Zenker, który w rejonie Dubielno-Kornatowo-Lisewo zestrzelił niemiecki samolot. W tym czasie klucz: por. Zielińskiego strącił wywiadowczego Henschla. Klucz ppor. Czapiewskiego nie miał spotkania z samolotami wroga.
4 września dywizjon przegrupował się na lądowisko Kaczkowo. Jednak w  związku z dekonspiracją lądowiska, kpt. Rolski zarządził natychmiastowe przeniesienie się w rejon majątku Poczałkowo.
O godz. 13.40 dywizjon, w tym dwa klucze 142 eskadry, startował alarmem. Przechwycono dużą wyprawę Dornierów i Junkersów osłanianych przez Messerschmitty 110. Starcie to nazwane jest przez historyków „bitwą powietrzną nad Poczałkowem”. Zestrzelono 3 samoloty wroga, ranny kpt. Leśniewski zdołał wylądować w płonącej maszynie koło folwarku Bramowo, pchor. Kogut kapotował przy lądowaniu, a pchor. Pniak po zniszczeniu jednego Ju-87 lądował koło Włocławka i następnego dnia dołączył do eskadry.
Ppor. Skalski opisał w meldunku swój zwycięski udział w tym locie: 

Start na alarm dyonem o godz. 13.00. Zaatakowałem Ju-87 z tyłu – zszedł do lotu koszącego – goniłem go do Strzelna – uciekł. Wracając zobaczyłem 4 Ju-87 na wysokości 800 metrów. Zaatakowałem czwartego z tyłu, ostrzelałem z odległości około 300 m - obserwator czy strzelec wyskoczył na pin. wschód od Inowrocławia, samolot piką szedł do ziemi. Czy się rozbił nie stwierdziłem, ponieważ zostałem ostrzelany przez 3 Ju-87. Ogień był tak bliski, że musiałem uciekać do ziemi... Na „meldunku lotniczym” ppor. Skalskiego jest dopisek Kpt. Rolskiego: „W tym locie został zestrzelony kpt. Leśniewski, który zeznał gdy go przywieziono w sanitarce do Początkową – był wyciągnięty z płonącej maszyny przez ludność cywilną koło folw. Bramowo – zestrzelił 1 Me-110, a dwaj inni zestrzelili jego”.

Przed wieczorem dywizjon odleciał na lądowisko Osięciny.
5 września obsługiwano samoloty. Jedynie ppor. Zenker poleciał rano rozpoznać przeprawy nieprzyjaciela w rejonie Grudziądza oraz ruchy wojsk na szosach Grudziądz–Radzyń–Wąbrzeźno. Dowodzenie eskadrą przejął por. pil. Wacław Wilczewski.
Wczesnym rankiem 6 września ppor. Skalski i kpr. Śmigielski rozpoznawali miejsca przepraw nieprzyjaciela przez Wisłę. Ostrzelano przeprawiające się przez most pontonowy oddziały na wysokości szosy Świecie-Chełmno. O 17.40 alarmowo poderwano klucze ppor. Skalskiego i ppor. Zenkera celem wzmocnienia osłony mostów w Toruniu. W starciach z niemieckimi bombowcami zwycięstw nie uzyskano.
7 września eskadra odleciała na lotnisko Kierz. W tym dniu żadnych lotów nie wykonano. Z powodu braku paliwa ograniczono również loty w dniach następnych. Wieczorem 9 września przegrupowano się na lotnisko Ostrożec. Na skutek zapadających ciemności lądowano w Łucku, uszkadzając 2 samoloty.
Po zainstalowaniu się w nowym miejscu postoju 5 samolotów eskadry odleciało do Brześcia, by 11 września powrócić do Ostrożca. Po usunięciu awarii por. Wilczewski i pchor. Kogut z Łucka odlecieli do Ostrożca. W dniach 13-14 września trwały poszukiwania benzyny. Po południu 14 września dywizjon przesunął się na lotnisko Litiatyn. Tam spotkano jeden z członów rzutu kołowego eskadry.
W ramach reorganizacji Brygady Pościgowej z pilotów III/4 dywizjonu myśliwskiego utworzono eskadrę pod dowództwem por. Słońskiego-Ostoi. Nadwyżka pilotów miała jechać samochodami do Rumunii po odbiór w Konstancy angielskich i francuskich samolotów myśliwskich. Do wyjazdu nie doszło, gdyż 17 września po południu 3 PZL P.11 pilotowane przez por. por. Słońskiego-Ostoję, Zielińskiego i kpr. Wojciechowskiego wraz z 5 samolotami 141 eskadry przekroczyło granicę polsko-rumuńska.
| Zestrzelenia                                      | Zestrzelenia             | Zestrzelenia             | Zestrzelenia        |
| ------------------------------------------------- | ------------------------ | ------------------------ | ------------------- |
|                                                   | Pewne                    | Pewne                    | Uszkodzenia         |
| 15                                                |                          |                          |                     |
| Straty eskadry                                    |                          |                          |                     |
| Polegli                                           | kpt. Leśniewski          | kpt. Leśniewski          | kpt. Leśniewski     |
| Samoloty                                          |                          |                          |                     |
| Stan                                              | Uzupełnienie             | Zniszczone               | Ewakuacja           |
| 6 P.11c i 4 P.11a                                 | 0                        | 7                        | 3                   |
| Zwycięstwa pilotów 142 eskadry (niezweryfikowane) |                          |                          |                     |
| Data                                              | Stopień, imię i nazwisko | Stopień, imię i nazwisko | Zestrzelenie        |
| 2 września                                        | kpt. pil. Leśniewski     | kpt. pil. Leśniewski     | 1 Bf 110            |
| 2 września                                        | ppor. pil. Skalski       | ppor. pil. Skalski       | 2 Do 17             |
| 2 września                                        | pchor. pil. Kogut        | pchor. pil. Kogut        | 1 Do 17             |
| 2 września                                        | pchor. pil. Pniak        | pchor. pil. Pniak        | 1 Bf 110 uszkodzony |
| 2 września                                        | kpr. pil. Wieprzkowicz   | kpr. pil. Wieprzkowicz   | 1 He 111 uszkodzony |
| 3 września                                        | por. pil.Zieliński       | por. pil.Zieliński       | 1 Hs 126            |
| 3 września                                        | ppor. pil. Skalski       | ppor. pil. Skalski       | 1 Hs 126            |
| 3 września                                        | ppor. pil. Zenker        | ppor. pil. Zenker        | 1 Hs 126            |
| 4 września                                        | kpt. pil. Leśniewski     | kpt. pil. Leśniewski     | 1 Me 109            |
| 4 września                                        | ppor. pil. Skalski       | ppor. pil. Skalski       | 1 Ju 87             |
| 4 września                                        | pchor. pil. Pniak        | pchor. pil. Pniak        | 1 Ju 87             |
| 6 września                                        | pchor. pil. Pniak        | pchor. pil. Pniak        | 1 Ju 87             |

## Obsada personalna
| Stopień, mię i nazwisko       | Okres pełnienia służby         |
| ----------------------------- | ------------------------------ |
| por. pil. Kazimierz Benz      | 1926 – 1 I 1929                |
| por. pil. Edward Peterek      | 1 I 1929 – 27 III 1930         |
| por. pil. Roman Niewiarowski  | p.o. 27 III 1930 – 12 VII 1930 |
| por. pil. Edward Peterek      | 12 VII 1930 – VIII 1932        |
| por. pil. Szczepan Głosek     | VIII 1932 – 23 III 1933        |
| kpt. pil. Jerzy Orzechowski   | 23 III 1933 – 1 XI 1937        |
| kpt. pil. Mirosław Leśniewski | 1 XI 1937 – 5 IX 1939          |
| por. pil. Wacław Wilczewski   | 5 IX 1939 –                    |
| Inni żołnierze                |                                |
| kpr. pil Władysław Gnyś       |                                |

| Stanowisko        | Stopień, imię i nazwisko              |
| ----------------- | ------------------------------------- |
| dowódca           | kpt. Mirosław Leśniewski              |
| zastępca dowódcy  | por. Marian Pisarek                   |
| oficer techniczny | ppor. Aleksander Mateusz Maria Ehrbar |
| pilot             | por. Wacław Wilczewski                |
| pilot             | ppor. Jan Artur Czapiewski            |
| pilot             | ppor. Stanisław Skalski               |
| pilot.            | ppor. Paweł Zenker                    |
| pilot             | ppor. Józef Zbigniew Żulikowski       |

| Stanowisko           | Stopień, imię i nazwisko             |
| -------------------- | ------------------------------------ |
| dowódca eskadry      | kpt. pil. Mirosław Leśniewski        |
| zastępca dowódcy     | por. Wacław Wilczewski               |
| oficer techniczny    | ppor. Aleksander Ehrbar              |
| szef mechaników      | st. majster wojskowy Szczepan Bernat |
| szef administracyjny | st. sierż. Ignacy Łyduch             |
| Piloci               | por. Jerzy Słoński-Ostoja            |
| Piloci               | por. rez. Stanisław Zieliński        |
| Piloci               | ppor. Jan Czapiewski                 |
| Piloci               | ppor. Stanisław Skalski              |
| Piloci               | ppor. Paweł Zenker                   |
| Piloci               | pchor. Leon Jaugsch                  |
| Piloci               | pchor. Stanisław Kogut               |
| Piloci               | pchor. Karol Pniak                   |
| Piloci               | kpr. Zygmunt Klein                   |
| Piloci               | kpr. Antoni Łysek                    |
| Piloci               | kpr. Jan Śmigielski                  |
| Piloci               | kpr. Ludwik Weywer                   |
| Piloci               | kpr. Stanisław Wieprzkowicz          |
| Piloci               | kpr. Mirosław Wojciechowski          |
| Piloci               | st. szer. Winicjusz Barański         |
| Piloci               | st. szer. Leon Kosmowski             |
| Piloci               | st. szer. Zenon Kowalski             |
| Piloci               | st. szer. Leon Spindel               |

## Wypadki lotnicze
W okresie funkcjonowania eskadry miały miejsce następujące wypadki lotnicze zakończone obrażeniami lub śmiercią pilota:
- 2 lutego 1927 w locie treningowym zginął sierż. pil. Jan Krajewski.
- 20 września 1927 podczas lotu ćwiczebnego zginął por. pil. Zygmunt Duchniewski.
- 30 września 1927 zginął por. pil. Mieczysław Łabęcki wykonując lot ćwiczebny.
- 17 maja 1929 zginął kpr. pil. Julian Hofman wykonując lot treningowy.
- 23 czerwca 1930 podczas szkoły ognia zginął ppor. pil. Władysław Bończ-Osmołowski lecąc samolotem Spad.
- 12 lipca 1930 w czasie ćwiczeń lotnictwa uległ wypadkowi podczas lotu służbowego ppor. pil. Franciszek Wójcicki, nie doznając poważniejszych obrażeń.
- 23 kwietnia 1931 zginął por. pil. Władysław Wrzał, a powodem było urwanie się skrzydła w samolocie Spad.
- 18 września 1931 zginął ppor. Franciszek Wójcicki, a powodem była awaria silnika w samolocie PWS-10, który spadł na hangar PLL „LOT” przy ul. Topolowej.
- 6 kwietnia 1933 podczas ćwiczebnej walki powietrznej zginął w samolocie PWS-10 por. pil. Stefan Zawadzki.
- 6 września 1933 zginął ppor. pil. Eugeniusz Fichs podczas ćwiczebnego ataku na balon obserwacyjny. Samolot zaczepił o linę balonu.
- 3 października 1933 wykonując korkociąg na małej wysokości samolotem PZL P.7 zginął por. pil. Szczepan Głosek.
- 11 maja 1935 podczas zespołowych ćwiczeń pilotów myśliwskich zderzyły się dwa samoloty eskadry. Jeden pilotował por. Dionizy Durko, a drugi kpr. Władysław Gnyś. Ratując samolot przed zniszczeniem por. Durko zginął, natomiast kpr. Gnyś mając w samolocie odcięte w wyniku zderzenia prawe podwozie wraz z kołem wylądował na lotnisku.
- 3 czerwca 1935 kołując samolotem por. Włodzimierz Łazoryk wpadł na samolot kpr. pil. Kazimierza Waśkiewicza, któremu udało się wyskoczyć z kabiny i odbiec na bok. Oba samoloty uległy zniszczeniu.
- 26 czerwca 1938 w wypadku lotniczym zginął ppor. pil. Jerzy Boye